# خالد عبد الكريم
خالد عبد الكريم الحمادي ممثل قطري، بدأ مسيرته الفنية في الثمانينات واشترك في العديد من الأعمال الناجحة التي أثبت نفسة من خلاها كممثل محترف ومن أبرز الأعمال التي استطاع أن يثبت نفسه من خلالها المسلسل التراثي (عيني يابحر) حيث أدى دور البطولة.

## أعماله

### مسلسلاتة التلفزيونية
- زهرة الجبل
- قلعة الشطار
- عفوا سيدي الوالد
- عيني يابحر
- حكم البشر
- الجار
- العمر مرة

### مسرحياتة
- شهداء بلا طبول
- ياليل ياليل
- مقامات بن بحر
- اللحظة الاخيرة
- زنزانة البحر
- الخيمة
- مدينة المحبة
- المهرج
- الحادث والكائن
- قرية الزهور
- رسائل أبو أحمد
- غناوي الشمالي
- مغرم هل الشوق
- الخيول
- ماباقي الا الزولية
- أسفار الزباري

وفيلم عقارب الساعة للمخرج خليفة المريخي.